# Буравский, Исаак Маркович
Исаа́к Ма́ркович Бура́вский (31 августа 1898 — 1994) — российский виолончелист, Заслуженный артист РСФСР (1951).

## Биография
Родился в Киеве в семье ремесленника. Начал учиться игре на виолончели у Г. Хорошанского, в 1915—1917 гг. занимался в классе Семёна Козолупова в Киевской консерватории. С 1923 года жил в Москве, играл в различных оркестрах, в том числе в Персимфансе (1927—1931), а затем в оркестре Большого театра. Участник струнного Квартета Большого театра (1935-1968).
Внук — драматург и сценарист Александр Миронович Буравский (род. 1952).
Награждён Почётной грамотой Президиума Верховного Совета РСФСР (25.05.1976).
Похоронен на Донском кладбище.